# (39448) 3455 T-3
3455 T-3 (asteroide 39448) é um asteroide da cintura principal. Possui uma excentricidade de 0.08268180 e uma inclinação de 2.35667º.
Este asteroide foi descoberto no dia 16 de outubro de 1977 por Cornelis Johannes van Houten e Ingrid van Houten-Groeneveld e Tom Gehrels em Palomar.